# Каменоломненське міське поселення
Каменоломненське міське поселення — міське утворення у складі Октябрського району Ростовської області Росії. Розташоване у центральній частині Октябрського району у долині річки Грушівка на південній межі міста Шахти.
Населення — 11247 осіб (11247 осіб (2010 рік).
До Каменоломненського міського поселення відноситься одний населений пункт — селище міського типу Каменоломні.